# Elsa Leviseur
Elsa Leviseur là một kiến trúc sư người Nam Phi, chuyên về cảnh quan và sinh thái. Bà làm việc ở Mỹ, Anh và Nam Phi.
Bà sinh ra ở Pretoria, Nam Phi vào năm 1932. Mẹ của bà là Beryl Iris Basson (1987-1970) và cha cô là bác sĩ Ernest Alfred Leviseur (1890-1976). Bà kết hôn với nhạc trưởng Ernest Fleischmann vào năm 1953 ở tuổi 22. Được thúc đẩy bởi bạn bè và quan tâm sâu sắc đến lâm nghiệp, bà đã tham gia kiến trúc và kiếm được bằng B.Arch. tại Trường Kiến trúc của Đại học Cape Town năm 1954. Bà bắt đầu một văn phòng nhỏ ở Nam Phi và làm việc thiết kế bệnh viện, tổ hợp nhà ở và các dự án thương mại.
Các điều kiện chính trị và xã hội ở đất nước của bà rất khó khăn do Apartheid. Năm 1959, khi chồng bà có cơ hội làm giám đốc tại Dàn nhạc Giao hưởng London, họ quyết định chuyển đến Anh. Ở đó, Leviseur sinh ra hai cô con gái và một cậu con trai (Stephanie, Martin và Jessica) và bà dành phần lớn thời gian nuôi nấng chúng. Leviseur cũng bắt đầu làm việc cho các dự án cảnh quan như một kiến trúc sư tự do.
Chẳng mấy chốc, chồng cô nhận được một lời mời làm việc có uy tín, khi giám đốc điều hành của Los Angeles Philharmonic và gia đình chuyển đến Los Angeles vào năm 1969. Việc di chuyển nơi ở không dễ dàng với Elsa nhưng cô vẫn tiếp tục thực hiện các dự án nhỏ. Bà đã nhận bằng Thạc sĩ về Kiến trúc và Quy hoạch đô thị của Đại học California tại Los Angeles vào năm 1980. Leviseur làm quản lý dự án tại Tanzaniamann Associates từ 1980 đến 1983. Leviseur đăng ký làm kiến trúc sư ở California vào năm 1983 và thành lập công ty kiến trúc Leviseur. Sau đó, bà tiếp tục với thiết kế đồ họa và nội thất cho Hollywood Bowl và Los Angeles Philharmonic. Leviseur đã giành được vị trí đầu tiên trong cuộc thi thiết kế Đại lộ Wilshire ở Santa Monica. Bà cũng là hiệu trưởng tại Architerra ở Los Angeles từ năm 1986 đến 1989.
Leviseur đã dạy môn Lịch sử Cảnh quan và Môi trường tại Đại học California, Los Angeles từ năm 1984 đến 1989 và Cảnh quan và Sinh thái học tại Viện Kiến trúc Nam California từ năm 1979 đến 1987. Bà đã giảng dạy tại chương trình thạc sĩ tại Viện Kiến trúc tại Đại học Nam California: Art As Môi trường, được thành lập bởi cô vào năm 1995. Leviseur cũng đã giảng dạy tại Manchester Polytechnic vào đầu những năm 1990.